# Hüseyin Çetinkaya
Hüseyin Çetinkaya (* 1953) ist ein ehemaliger türkischer Fußballspieler. Durch seine langjährige Tätigkeit für Zonguldakspor wird er mit diesem Verein assoziiert. Mit 188 Erstligaeinsätzen für Zonguldakspor ist er der Spieler mit den vierthäufigsten Süper-Lig-Einsätzen der Vereinsgeschichte.

## Spielerkarriere

### Çaykur Rizespor
Die Anfänge von Çetinkaya Spielerkarriere sind nicht dokumentiert. Als erste belegte Station spielte er in der Saison 1972/73 beim Erstligisten Adanaspor. 
Nachdem die Saison 1973/74 undokumentiert geblieben war, wechselte er im Sommer 1975 zum Erstligisten Zonguldakspor. Bei diesem Verein etablierte sich Çetinkaya auf Anhieb als Stammspieler. In der Spielzeit 1979/80 beendete er mit seiner Mannschaft die Saison in der 1. Liga völlig überraschend auf dem dritten Tabellenplatz und erreichte damit die beste Erstligaplatzierung der Vereinsgeschichte. Çetinkaya fehlte verletzungsbedingt den Großteil dieser Saison und absolvierte elf Ligaspiele. Als Abwehrspieler hatte er Anteil daran, dass seine Mannschaft mit 19 Gegentoren nach dem Meister Trabzonspor die Mannschaft mit den wenigsten Gegentoren wurde. In der nächsten Spielzeit festigte Çetinkaya wieder seine Stellung innerhalb der Mannschaft und stieg dadurch zum Nationalspieler auf. Sein Team beendete die Saison auf dem siebten Tabellenplatz und blieb hinter der Vorjahresleistung. In der Saison 1981/82 fand die Mannschaft wieder zu alter Stärke zurück und beendete die Saison auf dem vierten Tabellenplatz. Damit wurde die zweitbeste Erstligaplatzierung der Vereinsgeschichte erreicht. Çetinkaya zählte auch in dieser Spielzeit zu den wichtigsten Spielern seiner Mannschaft. Die nachfolgende Saison blieb Çetinkayas Mannschaft hinter den Erwartungen und spielte zuletzt gar gegen den Abstieg.
Zur Saison 1983/84 verließ Çetinkaya nach acht Jahren Zonguldakspor und wechselte innerhalb der Liga zum südtürkischen Vertreter Antalyaspor. Bei diesem Verein beendete er seine erste Saison mit 18 Ligaspielen. In der zweiten Saison stieg er zum Stammspieler auf und stieg aber mit seinem Verein in die 2. Futbol Ligi ab. In der 2. türkischen Liga beendete Çetinkayas Team die Saison als Meister und schaffte so den direkten Wiederaufstieg. In die 1. Liga aufgestiegen spielte Çetinkaya noch eine Saison für Antalyaspor. Der weitere Verlauf seiner Karriere ist undokumentiert.

### Nationalmannschaft
Çetinkayas Länderspielkarriere begann 1989 mit einem Einsatz für die türkische U-21-Nationalmannschaft.
Im Rahmen eines Testspiels gegen die algerische Nationalmannschaft wurde Çetinkaya im Frühjahr 1979 durch Nationaltrainer Sabri Kiraz zum ersten Mal in den Kader der türkischen Nationalmannschaft nominiert. In dieser Partie saß er allerdings nur auf der Ersatzbank. 1979 wurde er in den Kader der zweiten Auswahl der türkischen Nationalmannschaft, damals als B-Nationalmannschaft bezeichnet, nominiert und absolvierte in diesem Jahr drei Einsätze. Im Herbst 1980 befand er sich bei vier A-Länderspielen im Kader und absolvierte gegen die libysche Nationalmannschaft sein erstes und einziges A-Länderspiel.

## Erfolge
Mit Zonguldakspor
- 3. Platz der Süper Lig: 1979/80
- 4. Platz der Süper Lig: 1981/82

Mit Antalyaspor
- Meister der TFF 1. Lig und Aufstieg in die Süper Lig: 1985/86